# فاتوماتا دياوارا
فاتوماتا دياوارا (بالفرنسية: Fatoumata Diawara)‏ (و. 1982 – م) هي ممثلة، ومغنية من مالي . ولدت في ساحل العاج .

## روابط خارجية
- فاتوماتا دياوارا على موقع IMDb (الإنجليزية)
- فاتوماتا دياوارا على موقع قاعدة بيانات الأفلام العربية
- فاتوماتا دياوارا على موقع ألو سيني (الفرنسية)
- فاتوماتا دياوارا على موقع ميوزك برينز (الإنجليزية)
- فاتوماتا دياوارا على موقع أول موفي (الإنجليزية)
- فاتوماتا دياوارا على موقع قاعدة بيانات الأفلام السويدية (السويدية)
- فاتوماتا دياوارا على موقع أول ميوزيك (الإنجليزية)
- فاتوماتا دياوارا على موقع ديسكوغز (الإنجليزية)
- فاتوماتا دياوارا على موقع قاعدة بيانات الفيلم (الإنجليزية)
- فاتوماتا دياوارا على موقع كينوبويسك (الروسية)